# Мырзахметулы, Мекемтас
Мекемтас Мырзахметулы (Мырзахметов) (каз. Мекемтас Мырзахметұлы; 9 мая 1930, Тюлькубасский район, Туркестанской области, Казахская ССР, СССР — 11 января 2025) — советский и казахский учёный абаевед, филолог, литературовед, общественный деятель, доктор филологических наук (1989), профессор (1995).
Лауреат Государственной премии Республики Казахстан (1996) и Международной премии «За заслуги в тюркском мире» (2003).

## Биография
Родился 9 мая 1930 года в селе Майтобе Тюлькубасского района Туркестанской области. Происходит из рода Шымыр племени дулат.
В 1948 году окончил Казахскую среднюю школу имени Абая в селе Ванновка (ныне Турар Рыскулов).
В 1953 году окончил филологический факультет Казахского педагогического института им. Абая, в 1964 году аспирантуру.
В 1965 году защитил кандидатскую диссертацию на тему «Исследование литературного наследия Абая Кунанбаева» под руководством академика Кажима Жумалиева.
В 1989 году защитил докторскую диссертацию на тему «Проблемы Мухтара Ауэзова и абаеведения».
В 1995 году присвоено почётное ученое звание профессора филологических наук.
Умер 11 января 2025 года в возрасте 94 лет.

## Трудовая деятельность
С 1953 по 1961 годы — заведующий кафедрой, декан, проректор Ташкентского государственного педагогического института имени Низами.
С 1969 по 1975 годы — доцент кафедры казахской литературы Казахского государственного педагогического института имени Абая.
С 1975 по 1991 годы — старший научный сотрудник и заведующий отделом абаеведения научно-исследовательского Института литературы и искусства имени Мухтара Ауэзова Академии наук Казахской ССР.
С 1991 по 2000 годы — заведующий кафедрой казахской литературы Международного казахско-турецкого университета им. Ясави, директор Научно-исследовательского института истории и этнофилологии, почетный заведующий кафедрой казахской филологии и журналистики Таразского государственного университета им. М. Х. Дулати.

## Научные, литературные труды
В научных трудах Мекемтас Мырзахметулы изучается состояние Абаеведения и Мухтароведения, Бауыржановедения, Ясавиведения, поэзия Абая, источники вдохновения и наследие поэта, связь наследия Абая с востоком.

## Произведения
- 1965 — «Абай Құнанбаев. Библиографиялық көрсеткіш»
- 1982 — «Мұхтар Әуезов және Абайтану проблемалары»
- 1985 — «Абай жүрген ізбенен»
- 1988 — «Абайтану. Библиографиялық көрсеткіш»
- 1993 — «Абайдың адамгершілік мұраттары»
- 1994 — «История Абая»
- 1994 — «Восхождение Мухтара Ауэзова к Абаю»
- 1995 — «Абай и Восток»
- 1996 — «Абай и Ауэзов»
- 1998 — «Түркістанда туған ойлар»
- 2002 — «Түркістан, Тараз арасы…» и др.

## Награды и звания
- 1996 года — Государственная премия Республики Казахстан в области литературы и науки за выдающиеся заслуги в изучении Абая из рук президента Республики Казахстан в Акорде.
- 2001 года — Орден Курмет[3]
- 2003 года — Международная премия «За заслуги в тюркском мире» (Анкара)
- 2007 года — Орден Парасат
- 2008 года — Медаль «10 лет Астане»
- 2019 года — Указом президента Республики Казахстан от 29 ноября 2019 года награждён орденом «Барыс» 1 степени за выдающиеся заслуги в национальной науке и общественную деятельность[4][5][6][7].
- Нагрудные знаки «Почётный работник образования Республики Казахстан» и «Отличник образования Республики Казахстан».
- Орден «Знак Почёта» им. Бауыржана Момышулы
- Нагрудный знак «За заслуги в развитии науки Республики Казахстан»
- Почётный гражданин Туркестанской области и нескольких районов.
- Почётный гражданин Жамбылской области (2007 года)[8]
- Награждён благодарственным письмом Первого Президента Республики Казахстан с вручением нагрудного знака.
- Награждён несколькими государственными, юбилейными и правительственными медалями Республики Казахстан и др.
- Государственная стипендия Первого Президента Республики Казахстан — Лидера Нации в области культуры. (2016)[9]
- Медаль «25 лет Конституции Республики Казахстан» (16 октября 2020 года)
- Нагрудный знак «Мәдениет саласының үздігі» (16 октября 2020 года)[10]